# 原武镇
原武镇，是中华人民共和国河南省新乡市原阳县下辖的一个乡镇级行政单位。

## 行政区划
原武镇下辖以下地区：
南街村、南关村、东街村、北街村、西街村、西关村、吴庄村、圈楼村、西徐庄村、前七里村、后七里村、古城村、仓西村、菜王村、白塔村、师徐庄村、小村、民李庄村、小徐庄村、东合角村、西合角村、杨大寨村、东娄庄村、王告庄村、梨园村、牛庄村、香王村、后教村和狮子岗新村。